# Héctor Félix Miranda
Héctor Félix Miranda (c. 1941 - 20 de abril de 1988) fue un periodista mexicano y columnista de la revista Zeta, con sede en Tijuana, que informaba sobre corrupción y narcotráfico. A fines de la década de 1970, comenzó a trabajar para el diario ABC bajo la dirección de Jesús Blancornelas y escribía bajo el nombre de "Félix el Gato" para criticar a los políticos locales. Estas columnas finalmente enfurecieron al gobierno del estado de Baja California y al expresidente de México, José López Portillo, al punto que el gobierno ordenó a Blancornelas que despidiera a Félix y prohibió su distribución. Cuando Blancornelas se negó, se envió un equipo SWAT para hacerse cargo de las oficinas del periódico con el pretexto de resolver un conflicto laboral.
En 1980, Blancornelas y Félix cofundaron el semanario Zeta. A través de la revista, continuaron su investigación sobre el crimen organizado y la corrupción. Félix contribuyó con una columna titulada "Un poco de algo", en la que satirizaba y criticaba a los funcionarios del gobierno, en particular a los del Partido Revolucionario Institucional (PRI), de larga data. En particular, apuntó a Jorge Hank Rhon, hijo de un exalcalde de la Ciudad de México y propietario de un hipódromo de Tijuana.
Félix fue asesinado el 20 de abril de 1988, cuando un automóvil se interpuso frente a él en el tráfico; otro vehículo se detuvo al lado y Félix recibió múltiples disparos de escopeta. Más tarde, dos guardias del hipódromo de Hank Rhon fueron condenados por el asesinato. En protesta por el homicidio, así como por los de otros 28 periodistas desde la elección del presidente Miguel de la Madrid, una organización nacional de periodismo boicoteó una ceremonia del Día de la Libertad de Prensa en la que estaba previsto que la Madrid interviniera.
A partir de 2004, Blancornelas dejó el nombre de Félix en la cabecera de Zeta, marcado con una cruz negra. También publicó un anuncio de página completa en cada número bajo la "firma" de Félix, preguntando a Hank Rhon por qué Félix había sido asesinado.

## Asesinato
El estilo de escritura atrevido, humorístico y provocativo de Félix Miranda sobre temas que cubren la corrupción y el narcotráfico le valió mucha popularidad entre muchos lectores en Tijuana, pero a muchos de los involucrados en el narcotráfico no les agradaba. Mientras viajaba al trabajo el 20 de abril de 1988, Félix Miranda fue asesinado a tiros por un hombre armado. Después de su muerte, Jesús Blancornelas publicó artículos en su periódico con el nombre de Félix Miranda como coeditor, como si estuviera vivo. Blancornelas acusó a Jorge Hank Rhon, destacado empresario de Tijuana, de ordenar el asesinato de su compañero de trabajo. Para 1997, dos de los guardaespaldas de Rhon fueron arrestados y cumplían condena en prisión por el crimen, pero las autoridades mexicanas nunca confirmaron quién había ordenado la ejecución. En el tribunal, los guardaespaldas declararon su inocencia y dijeron que fueron "torturados para que confesaran". Después de varios años, la investigación se cerró, pero persisten las sospechas sobre si la investigación del caso fue integral y sobre la participación de Hank Rhon y otros políticos en Baja California.
Félix Miranda era conocido en México por su tono de reportaje humorístico que satirizaba los actos corruptos de los funcionarios locales y estatales en su columna. Entre sus objetivos favoritos estaba Hank Rhon, el famoso dueño de una pista de carreras e hijo del exsecretario de Agricultura del Estado, Carlos Hank González. El periodista una vez publicó en una de sus columnas que Rhon había lavado dinero en su Hipódromo de Agua Caliente.
Blancornelas, socio de redacción de Félix Miranda, continuó con su estilo de redacción agresivo y publicó más artículos sobre el Cartel de Tijuana y sobre el narcotráfico que muchos otros periódicos mexicanos. En respuesta a la muerte de su colega, Blancornelas emitió un anuncio presionando a los de Baja California que decía: "Jorge Hank Rhon: ¿Por qué me asesinaron tus guardaespaldas?" en referencia a la muerte de Félix Miranda.
A lo largo de los años, Blancornelas recibió numerosas amenazas de muerte, un intento de asesinato y premios de la prensa internacional por su trabajo.

## Consecuencias
El 30 de abril y el 1 de mayo de 2015, Victoriano Medina Moreno y Antonio Vera Palestina, los dos asesinos, fueron liberados de prisión luego de cumplir su condena de 27 años. Ambos eran guardias de seguridad en el Hipódromo de Agua Caliente, propiedad de Hank Rhon. Félix Miranda escribió artículos sobre las supuestas irregularidades ocurridas en el circuito de carreras. La directiva del semanario Zeta de Tijuana condenó el hecho de que las autoridades estatales hayan cerrado el caso y no hayan identificado al autor intelectual del asesinato de Félix Miranda.